# Río Arias
El río Arias un curso de agua del NOA (noroeste de Argentina), en la provincia de Salta. 
Originalmente era conocido como río Primero o río Los Sauces.
En su paso por la ciudad de Salta, su curso fue desviado entre 1650 y 1653, pues originalmente atravesaba lo que en la actualidad es la Avenida San Martín. Recibió el nombre de quien impulsó el desvío para la preservación de una capilla, Arias Rengel, vecino de la ciudad.
El río sirvió para marcar los límites de la ciudad de Salta, circulando en su ribera la avenida Coronel Vidt.